# JK 나르바 트란스

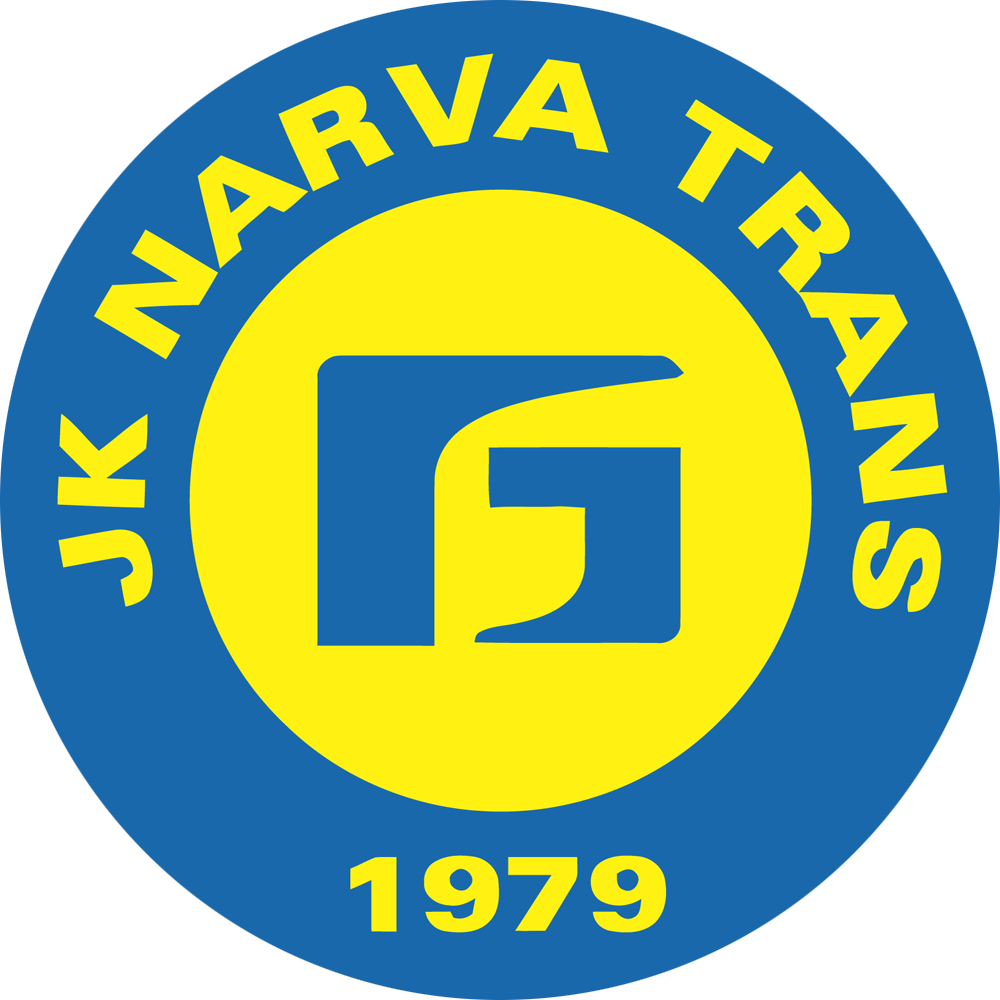

JK 나르바 트란스(에스토니아어: JK Narva Trans)는 나르바를 연고로 하는 에스토니아의 축구 클럽이다. 현재는 메이스트릴리가에 참가하고 있다.

## 성적
- 메이스트릴리가: 준우승 1회 (2006), 3위 5회 (1995, 2005, 2008, 2010, 2011)
- 에스토니아 컵: 우승 3회 (2001, 2019, 2023), 준우승 3회 (1994, 2007, 2011)
- 에스토니아 슈퍼컵: 우승 2회 (2007, 2008)

## 선수 명단

### 현역
참고: FIFA 자격 규정에 따라 소속된 국가대표팀 국기를 표시합니다. 선수는 복수의 FIFA 비회원국 국적을 가지고 있을 수 있습니다.
| 번호 | 포지션 | 국적         | 이름   |
| ---- | ------ | ------------ | ------ |
| 19   | MF     | 코트디부아르 | 엘리제 |

| 번호 | 포지션 | 국적 | 이름 |
| ---- | ------ | ---- | ---- |

## 역대 감독
| 감독            | 임기   |
| --------------- | ------ |
| 유리 스비르코프 | 2011   |
| 미구엘 모레이라 | 2024 ~ |